# 普京主義
普京主義（羅馬化：putinizm）是分析家有時會使用術語，以描述弗拉基米尔·普京的意識形態特徵。這個詞語出現時往往有消極的含義。在普京擔任俄羅斯總統和總理期間，西罗维基（俄语：силовики́）控制大部分的政治和財政權力。
美國歷史學家提摩希·D·史奈德認為普京主義是俄羅斯版的法西斯主義。
在俄羅斯和西方媒體上，普京的統治也與尼古拉一世統治時期相提並論，尼古拉一世統治時期伴隨著對十二月黨人起義和異議人士的鎮壓，審查制度的收緊，俄羅斯政治控制的加強，對波蘭十一月起義和匈牙利革命的殘酷鎮壓，以及高加索戰爭。克裡姆林宮對2013年烏克蘭親歐盟示威事件的反應讓人想起沙皇尼古拉一世對1848年歐洲革命的反應，伴隨著強烈的反動和嚴格的審查制度。尼古拉一世的反動統治以災難性的克里米亞戰爭而告終。普京本人將尼古拉一世稱為“非凡的人格”。俄羅斯文化部長梅丁斯基將普京與尼古拉一世相提並論，稱其為“真正的俄羅斯歐洲人”。

## 社會和經濟
鮑里斯·涅姆佐夫作出的報告及一些其他說法指，經濟自由主義、缺乏透明度、任人唯親、腐敗是普京政治制度的特點之一。在1999年至2008年秋季，俄羅斯經濟正以穩定的步伐增長，一些專家將其歸因於1998年的盧布貶值、葉利欽年代的結構性改革、油價上漲和西方銀行廉價信貸。邁克爾·麥克福爾在2004年6月曾指出俄羅斯“令人印象深刻”的短期經濟增長是同時附隨“對媒體自由的破壞、對民間社會的威脅和影響正義的腐敗”。普京在兩次總統任內，簽署一系列自由經濟改革的法律，如降低利潤稅、實施新的土地法和新版俄羅斯民法典；在此期間，俄羅斯貧窮人口減少了一半以上，實際國內生產總值亦迅速增長。
內政方面，普京強調國家利益優先於個人利益，主权先于人权，限制公民權利，鎮壓公民社會，將反對派解釋為外国敵對勢力（消除和邊緣化不受當局控制的政黨），並用行政手段將其趕出政治領域（實際上廢除三權分立制度，建立對司法和立法制度的控制和支配，反对司法独立），也對該國主要電視頻道的直接或間接國家控制、舆论審查。

## 外交
在外交事務中，普京政權試圖據稱仿效前蘇聯的偉大、好戰和擴張主義；在2007年11月，衛報西蒙·蒂斯代爾指出，正如俄羅斯曾經向外出口馬克思主義，他現在會可能向國際市場推銷普京主義，因為很多時候本能地不民主、寡頭政治和腐敗的國家會認為民主、議會和多元化的幌子比真實的一面更具吸引力和更易管理。

## 評價
美國經濟學家理查德·W·拉恩在2007年9月指普京主義為“俄羅斯政府的民族主義獨裁，偽裝成一個民主的自由市場”，這“比共產主義更接近法西斯主義”，而普京主義令俄羅斯的經濟迅速增長，使大多數人因生活水平提高而願意忍受的“軟鎮壓”，他更預測隨著俄羅斯經濟的命運改變，普京主義會更鎮壓民眾。一名俄羅斯歷史學家曾指，如果民主是由多數人統治，保護少數人的權利和機會，目前的政治體制至少在形式上可以說是民主的。俄羅斯存在多黨政治體系中，反對派在國家杜馬有席位。